# GLBasic
GLBasic es un lenguaje de programación BASIC comercial, que se puede compilar para varias plataformas, incluyendo  Windows, Linux, Mac OS X, así como dispositivos de bolsillo como  Apple iPhone, Apple iPhone y iPod Touch, Google Android dispositivos, HP WebOS dispositivos como Palm Pre y HP TouchPad. También es compatible con algunos dispositivos geek como Pocket PC, GP2X, GP2X Wiz, así como la Consola de Pandora. El lenguaje está diseñado para ser simple e intuitivo.

## Descripción
GLBasic comenzó como un lenguaje interpretado con comandos en 2D, pero utiliza ahora el  GCC compilador para muchas plataformas diferentes para lograr resultados rápidos y de código nativo. El GLBasic precompilador "GPC" convierte el lenguaje BASIC simple en código C++ y compila más tarde. De este modo, el usuario puede ampliar GLBasic con el comando INLINE para mezclar C/C++ directamente con el código fuente GLBasic. Debido a esto, GLBasic pueden acceder fácilmente a librerías de terceros dinámicos en todas las plataformas.
El SDK GLBasic viene con un IDE, depurador y un motor gráfico basado en OpenGL para las plataformas  Windows, Linux, Mac OS X, iOS y WebOS. Para  dispositivo de mano s (Windows Mobile, GP2X y GP2X Wiz), GLBasic utiliza sus propias rutinas de proximidad al hardware de gráficos rápidos.
Para compilar para el iPhone o el IPAD, usted necesitará un iMac (en la que para compilar el código generado - para cumplir con los requisitos de Apple) y la última versión de XCode, que es una descarga gratuita desde Apple.
Para ser capaz de ejecutar realmente el programa en un iPhone o el IPAD (programas GLBasic no va a funcionar en el emulador), tiene que ser un miembro del iPhone Apple Developer Connection.
Desde el lanzamiento de la versión beta de 8,054, se hizo posible compilar para el Abierto de Pandora de la máquina así. Sin embargo, con la falta de programación de Windows herramientas medio del proceso de elaboración se realiza en Windows, y la otra mitad en la máquina real. Desde la versión 10, el IDE se basa directamente en los paquetes de Windows para la Pandora.
Versión 8.230 y por encima se puede compilar para el WebOS dispositivos como el Palm Pre sin necesidad de hardware adicional o requerimientos de desarrollo de programas de afiliación. Apoyo a la HP TouchPad se añadió en septiembre de 2011 a través de una web de actualizaciones.
Versión 10,057 ha añadido soporte para construir paquetes de aplicación que se ejecuta en dispositivos Android.
GLBasic viene con numerosos ejemplos.

## App Store / Tienda En línea aceptación
programas creados para el iPhone se puede vender perfectamente legítima en la AppStore, con el proceso de revisión puede tardar hasta dos semanas.
Palm WebOS App Catalog no aceptar los programas GLBasic. El proceso de revisión toma alrededor de 5 días.
Google, Android Market acepta paquetes creados con GLBasic. No hay retraso proceso de revisión hasta el momento.
GLBasic tiene un contenedor para el Intel AppUp Center SDK también.

## Características
GLBasic tiene las siguientes características:

## General
- Los programas están escritos en BASIC
- Cadena y los números se convierten automáticamente entre los tipos de
- Las matrices pueden ser de tamaño fijo o dinámico
- Los sonidos, gráficos y datos pueden ser comprimidos en un solo archivo
- El usuario puede definir sus propios tipos. Tipos en el tipo y la matriz dinámica s se les permite
- Código C puede incluirse poniendo código apropiado entre un comando de inicio y final, o puede ser incluido en la compilación. Además, para Windows, las funciones dentro de archivos DLL puede ser llamado.
- Las características de un formato de cuantos son solo para PC
- Programas para el IOS puede utilizar OpenFeint

## Funciones 3D
- El motor 3D es fácil de usar y mantiene un rápido procesamiento de los objetos
- Los objetos pueden ser animados
- Funciona con la mayoría de los formatos 3D comunes
- Los objetos pueden tener sombras
- Un Sistema de la Entidad está disponible como un paquete sin abrir la biblioteca de origen

## Características 2D
- Los Sprites se puede girar y escalar, y tener en cuenta los valores de la mezcla y teinting
- Líneas, rectángulos rellenos y otras formas se pueden extraer

## Red Características
- TCP / IP y sockets UDP / IP están disponibles, así como una biblioteca de alto nivel construido sobre las tomas de IP-.

## Compilador
- El compilador es multiplataforma. Usted no necesita un Mac con procesador Intel para compilar el código generado por el iPhone, sin embargo, de acuerdo con los requisitos legales de Apple.

## IDE
- El editor es solo para Windows, pero puede correr a una velocidad decente en la mayoría de las máquinas virtuales. Con VINO, sin embargo, solo se puede compilar para Windows. Crossover / Mac se da apoyo desde la versión 10
- Un editor de terceros para Mac se está trabajando en

## Interfaz gráfica de usuario del sistema
GLBasic viene con el código fuente para DDgui, un sistema fácil de usar interfaz gráfica de usuario, permitiendo a todas las plataformas soportadas para tener el mismo aspecto en la sensación en todas las plataformas.
Para Windows, Linux y Mac GLBasic ha portado un Tcl/Tk contenedor que ofrece una mirada nativa del sistema operativo.

## Versiones
GLBasic ha pasado por las siguientes revisiones:
- Versión 1.2 - La primera versión de GLBasic (también conocido como La secuela del juego DINGS Basic)
- Versión 2.4 - Este introdujo el soporte de PocketPC
- Versión 3.0 - (Codename: Behemoth) añadió TYPEs
- Versión 4.0 - Se introduce la posibilidad de interactuar con archivos DLL de Windows y presentó la compilación de la Xbox (si Linux está instalado en la misma). También debería funcionar en Linux estándar, aunque no hay aceleración por hardware, por lo que los programas se ejecutan mucho más lento.
- Versión 5.0 - Se introduce la compilación para el Mac de Apple como una aplicación universal
- Versión 6.0 - Se introduce enteros en GLBasic por primera vez. Anteriormente, las variables o bien podría ser de punto flotante o cadenas
- Versión 7.0 - Se introduce la posibilidad de compilar todos los iPhone y iPod Touch.
- Versión 8.2 - Se introduce la posibilidad de compilar para Palm Pre y Palm Pixi.
- Versión 10.057 - Se introduce la posibilidad de compilar para Android
- Versión 10.109 - Añadido soporte para los cojines de WebOS, como el HP TouchPad

## Ejemplo de código
¡Hola Mundo
```
/ / Esto es un comentario
/ / Muestra "Hola Mundo" a la posición de la pantalla 0,0 (arriba, izquierda)
PRINT "Hola Mundo", 0,0
/ / Swap backbuffer y la pantalla visible, preparar backbuffer para la representación de al lado
SHOWSCREEN
/ / Espera una tecla que se pulsa
KEYWAIT
```

## Ámbito de aplicación orientada a objetos limitada
Con la versión 8, GLBasic añadido los comandos básicos de programación orientada a objetos con el comando TYPE. Esto permite acceder a las estructuras a sí mismo (utilizando el "yo" de comandos) y que tienen funciones dentro de los tipos

## Prueba de programación orientada a objetos simple
```
 TIPO TVEC
  x, y, z
  Función nula:
   self.x = 0; self.y = 0; self.z = 0
  Endfunction
```

```
  Complemento FUNCIÓN: V como TVEC
   INC self.x, v.x
   INC self.y, v.y
   INC self.z, v.z
  Endfunction
 ENDTYPE
```

```
 LOCAL COMO vector TVEC, vec2 COMO TVEC
```

```
 vec.null ()
 vec.x = 50
 vec2.x = 100
 vec.add (vec2)
```

Versión 8 también tiene la capacidad de cifrar (con 128 bits ) Blowfish y cadenas de descifrar.